# Frederick G. Donnan
Frederick George Donnan (ur. 6 września 1870 w Kolombo, zm. 16 grudnia 1956 w Canterbury) – irlandzki chemik (chemia fizyczna, chemia koloidów) znany głównie z badań potencjałów membranowych, członek Royal Society (1911), kawaler Orderu Imperium Brytyjskiego (1920).

## Życiorys
Urodził się w Kolombo na Cejlonie, w byłej kolonii brytyjskiej. Rodzice – William Donnan i Jane Ross Turnley Liggate – pochodzili z Irlandii Północnej (ojciec był kupcem z Belfastu). Frederick mieszkał wraz z rodzicami na Cejlonie do 3 roku życia (w przyszłości nie czuł się z nim związany). Miał dwóch braci i cztery siostry. Od dzieciństwa był mocno związany z młodszymi siostrami, Jane i Leonorą (Norą), która w przyszłości przez 38 lat prowadziła jego dom (był kawalerem). Po powrocie z Cejlonu rodzina mieszkała w latach 1875–1879 w pobliżu Bangor w hrabstwie Down (w roku 1879 Frederick G. Donnan stracił lewe oko), a następnie w Belfaście i w Holywood (1884–1893).
Donnan kształcił się początkowo w Queen’s College w Belfaście, a następnie na uniwersytetach w Lipsku, Berlinie i Londynie. W Niemczech miał kontakt z wybitnymi chemikami, wytyczającymi wówczas kierunki rozwoju „nowej chemii fizycznej” (Johannes Wislicenus, Jacobus van ’t Hoff, Wilhelm Ostwald).
Po powrocie do Wielkiej Brytanii był:
- 1897-1903 – asystentem w University College London (UCL),
- 1904–1913 – profesorem w University of Liverpool,
- 1913–1937 (do emerytury) – profesorem chemii nieorganicznej i chemii fizycznej w UCL.

W latach 1928–1937 pełnił funkcję dziekana wydziału. W okresie poprzedzającym II wojnę światową był też zaangażowany w udzielanie pomocy naukowcom emigrującym z Niemiec i Austrii – uciekającym przed antysemityzmem III Rzeszy, m.in. autorów teorematu Jahna-Tellera.

## Główne kierunki badań i publikacje
Głównym obiektem badań Donnana był proces przenikania jonów i cząsteczek rozpuszczalnika przez membrany półprzepuszczalne rozdzielające roztwory elektrolitów i nieelektrolitów, prowadzący do ustalania się stanu równowagi („równowaga Donnana”), którą charakteryzuje określony spadek potencjału elektrycznego na przegrodzie („potencjał Donnana”). Za szczególnie cenne są uważane wyniki badań układów koloidalnych, które ułatwiły zrozumienie zjawisk zachodzących w komórkach biologicznych. W latach wojny zajmował się problemami przemysłowej produkcji „syntetycznego amoniaku” i kwasu azotowego.
Jest autorem ponad stu artykułów naukowych. Pisał również biografie znanych fizykochemików, tj. Josiah Willard Gibbs, Jacobus van ’t Hoff, Joseph Black, Ludwig Mond, Herbert Freundlich.
Wybór publikacji według books.google.pl
- 1896 - Versuche über die Beziehung zwischen der elektrolytischen…,
- 1898 - Theory of the Hall Effect in a Binary Electrolyte,
- 1901 - Untersuchungen über den Salpeter und den salpetrigen (współautorstwo),
- 1904 – Text-Books of Physical Chemistry (współautorstwo),
- 191? – Jacobus Henricus Van’t Hoff, 1852-1911,
- 1910 – International Language and Science Considerations on the… (współautorstwo),
- 1914 – Ionic Equilibria Across Semi-permeable Membranes (współautorstwo),
- 1918 – The Life and Letters of Joseph Black (współautorstwo),
- 1919 – Report on the Nitrate Works in Chile,
- 1921 – Report on a Programme of Investigation for the Chilean…, Chilean Nitrate Committee,
- 1922 – Auxiliary international languages,
- 1923 – The Theory of Emulsions and Emulsification (współautorstwo),
- 1924 – The theory of membrane equilibria,
- 1924, 2013 – The Influence of J. Willard Gibbs on the Science of Physical,
- 1925 – The Steam Turbine--as a Study in Applied Physics (współautorstwo),
- 1929, 1930 – The mystery of life,
- 1933 – Ostwald Memorial Lecture: Delivered on January 27th,
- 1935 – Technical Aspects of Emulsions,
- 1936, 1980 – A Commentary on the Scientinc Writings of J. Willard Gíbbs (współautorstwo)[6],
- 1939 – „Ludwig Mond, F. R. S., 1839-1909”, A Lecture,
- 1942 – „Herbert Freundlich”, 1880-1941.

## Odznaczenia i wyróżnienia
Został członkiem Royal Society w roku 1911. Otrzymał Order Imperium Brytyjskiego (1920) i wiele innych wyróżnień i tytułów honorowych.